# Леппилампи, Микко
Микко Йоханнес Леппилампи (фин. Mikko Johannes Leppilampi; 22 сентября 1978, Пялькяне, Финляндия) — финский актёр и музыкант.

## Биография

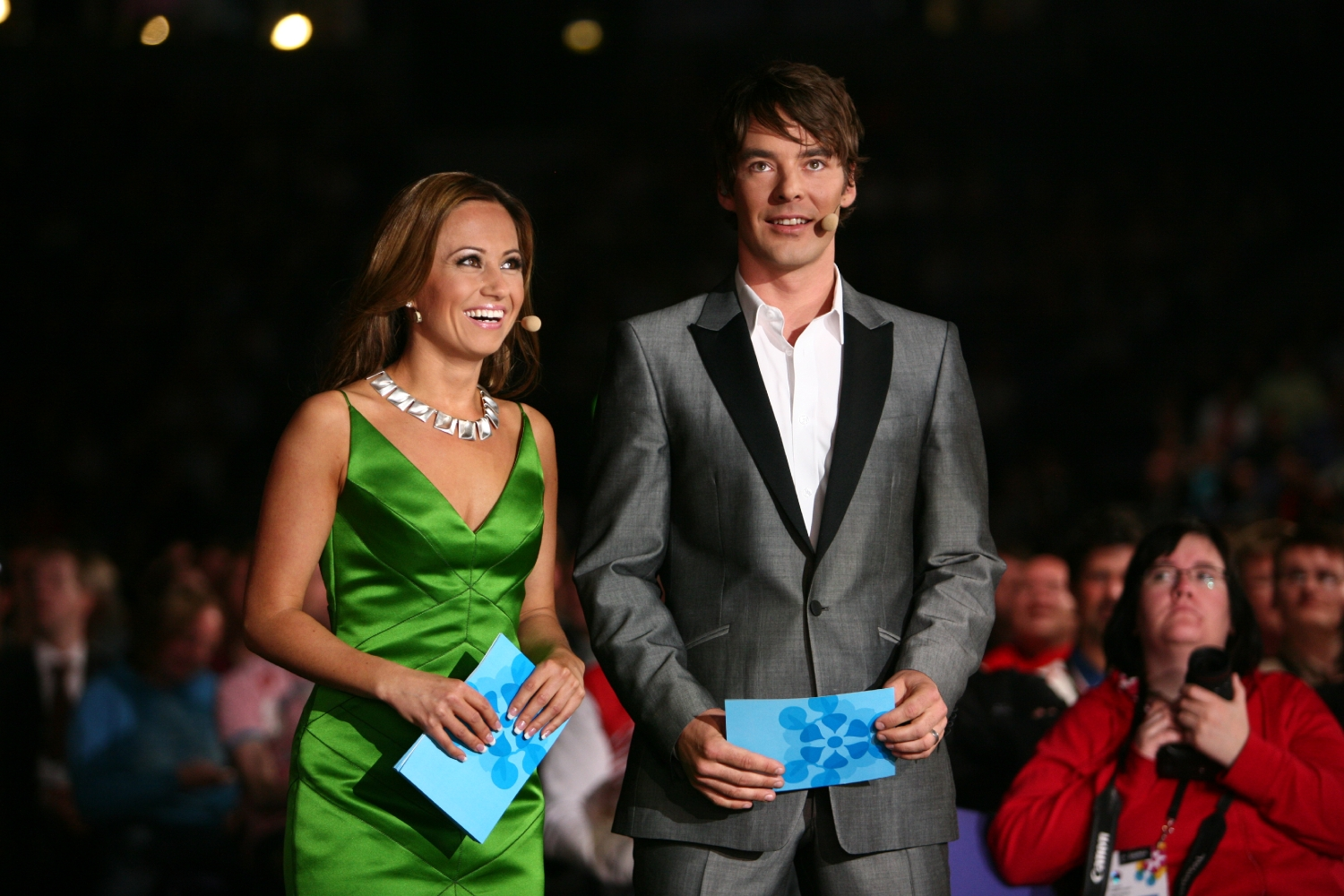
Вместе с Яанной Пелконен

Успешно дебютировал в фильме «Жемчуга и свиньи», был награждён премией «Юсси» за лучшую мужскую роль в нём. В 2005 снимается в фильме Тимо Койвусало «В тени двуглавого орла» в роли поэта. Действие разворачивается в начале XX века, когда Финляндия была частью России, он работает с такими актёрами как, например, Веса-Матти Лоири.
10 мая 2006 выходит его первый сольный альбом, позаимствоваший в качестве названия имя самого актёра, а теперь и певца. Исполнил несколько саундтреков к фильмах, в которых принимал участие.
10 и 12 мая 2007 года вместе с Яаной Пелконен стал ведущим конкурса песни Евровидение 2007, который прошел в Хельсинки.
В 2008 от телекомпании YLE актёр объявлял голоса финских телезрителей на Евровидении.

## Семья
- Отец — Юкка Леппилапми госпел-певец
- Брат − член рок-группы «SleepWalkers».
- Жена — Эмилия Леппилампи (в девичестве — Вуорисалми), актриса, в браке с лета 2006 года.
- Дочь — Лилия (родилась 31 октября 2005 года).

## Фильмография
- Helmiä ja sikoja (2003)
- Keisarikunta (2004)
- Вечная мерзлота (фин. Paha maa) (2005)
- Kaksipäisen kotkan varjossa (2005)
- Tyttö sinä olet tähti (2005)
- Narnian Tarinat : Velho ja Leijona (озвучивание) (2005)
- Madagascar (озвучивание) (2005)
- Hairspray-musikaali (2005)
- Saippuaprinssi (2006)
- Рождественская история (фин. Joulutarina) (2007)
- 8 päivää ensi-iltaan (2008)
- Война мертвецов (2011) — лейтенант Лааксо
- Восьмой шар (фин. 8-pallo) (2013)
- Нимфы (фин. Nymfit) (2013) — в четырёх эпизодах
- Девушка-король (фин. Tyttökuningas) (2015) — Магнус Делагарди
- Вински и порошок-невидимка (фин. Vinski ja näkymättömyyspulveri) — Антеро

## Дискография
- Mikko Leppilampi (2006)